# 赖家店站
赖家店站位于中华人民共和国四川省成都市金牛区凤凰山街道凤凰山高架桥东侧道路旁地下，是成都地铁27号线的地铁车站，于2024年12月19日启用。赖家店站位于凤凰山高架桥东侧道路旁，沿凤凰大道南北向设置。

## 车站概要
赖家店站最早出现在成都地铁1号线建设规划。在2013年2月16日作为成都地铁第二期建设规划的一部分批复的1号线三期工程中，赖家店站是从1号线一期工程终点站升仙湖站开始的北延段的终点站。但因受凤凰山机场军事管理区及四川省陆上运动学校无法搬迁影响，韦家碾站至赖家店站区间及赖家店站不具备施工条件，最终放弃建设。
2019年6月17日，成都地铁第四期建设规划获得批复，包含27号线赖家店站，赖家店站的建设再次提上日程。2022年6月，27号线赖家店站主体结构封顶。2024年12月19日，车站开通运营。
在27号线赖家店站建设启动后，有市民询问此前获得建设批复的1号线赖家店站能否重启建设，成都轨道交通集团答复称1号线不会再北延至赖家店站，原因是“受1号线的功能定位、客流压力、运行时间、运行效率、既有系统能力和车辆基地规模等因素影响”。
作为1号线车站，本站于2014年9月18日与1号线三期工程其他车站一同获得了成都市民政局的正式命名，站名源自老地名“赖家店”。在1号线赖家店站取消建设后，该命名仍然有效——其后拟定27号线车站名称时，本站被归类为“已命名换乘站”，直接沿用了未建成的1号线车站的名称。

## 车站结构
赖家店站为地下二层双柱三跨14米宽岛式站台车站，全长243米，宽23.1米，总建筑面积12307平方米。车站采用明挖法施工。预留和成都地铁9号线、1号线站厅换乘条件。
| 地面      |                                   | 出入口                          |  |
| 地下 一层 | 站厅层                            | 安检、售票机、站内商店          |  |
| 地下 二层 |                                   | 27号线列车往石佛方向 （鲤鱼湾） |  |
| 地下 二层 | 岛式站台，左边车门将会开启        |                                 |  |
| 地下 二层 | 27号线列车往蜀鑫路方向 （韦家碾） |                                 |  |

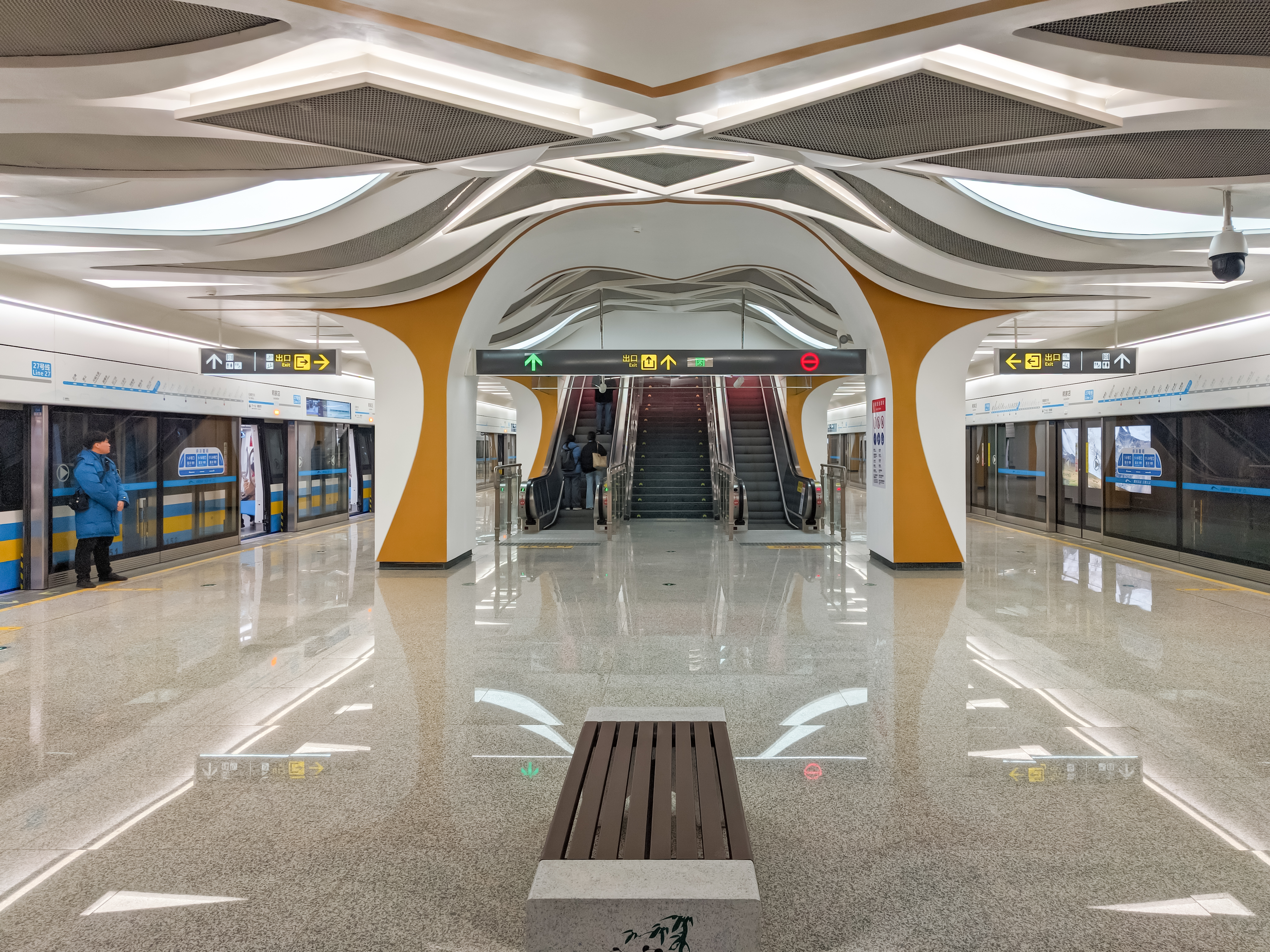
站台
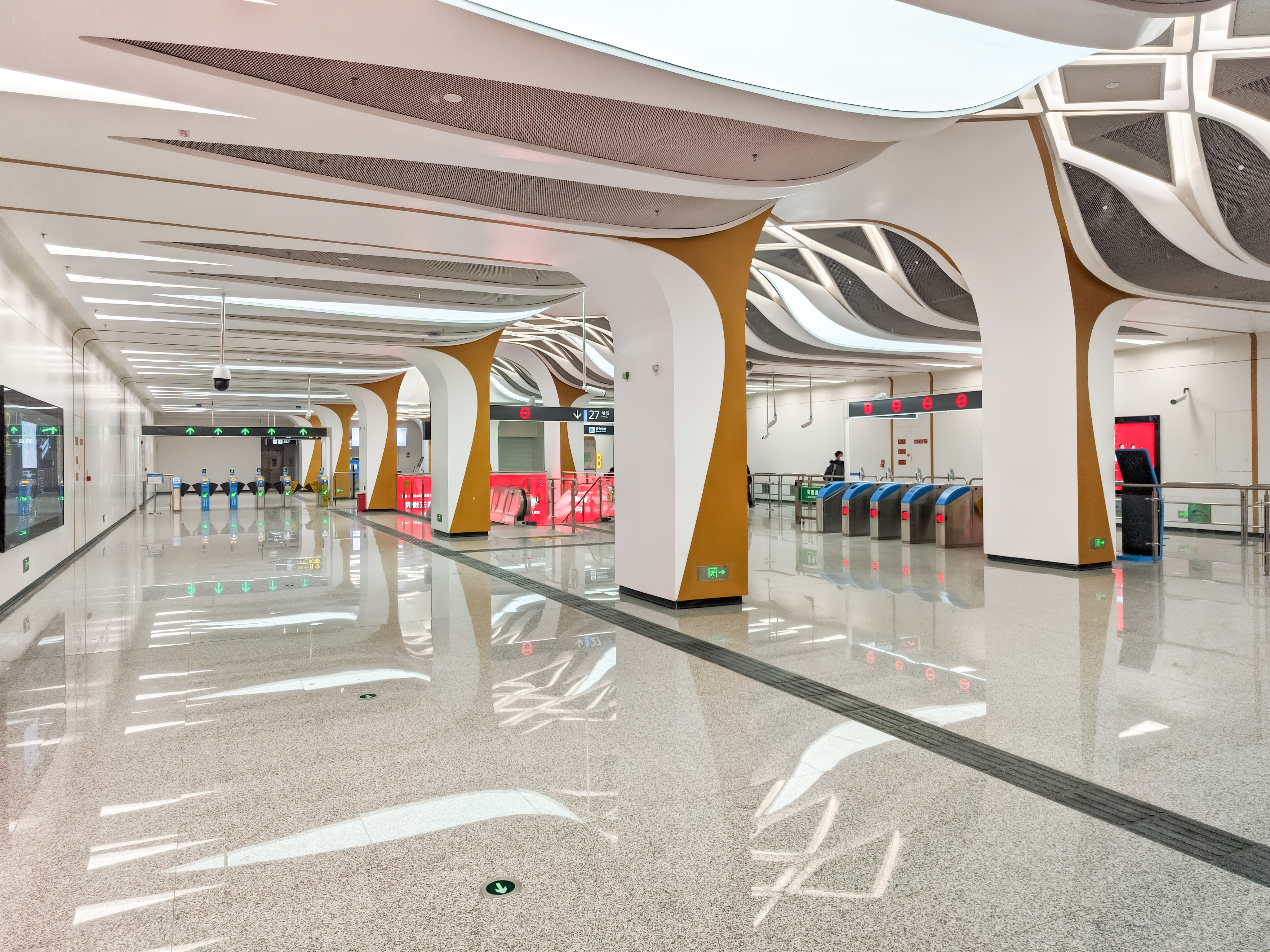
站厅
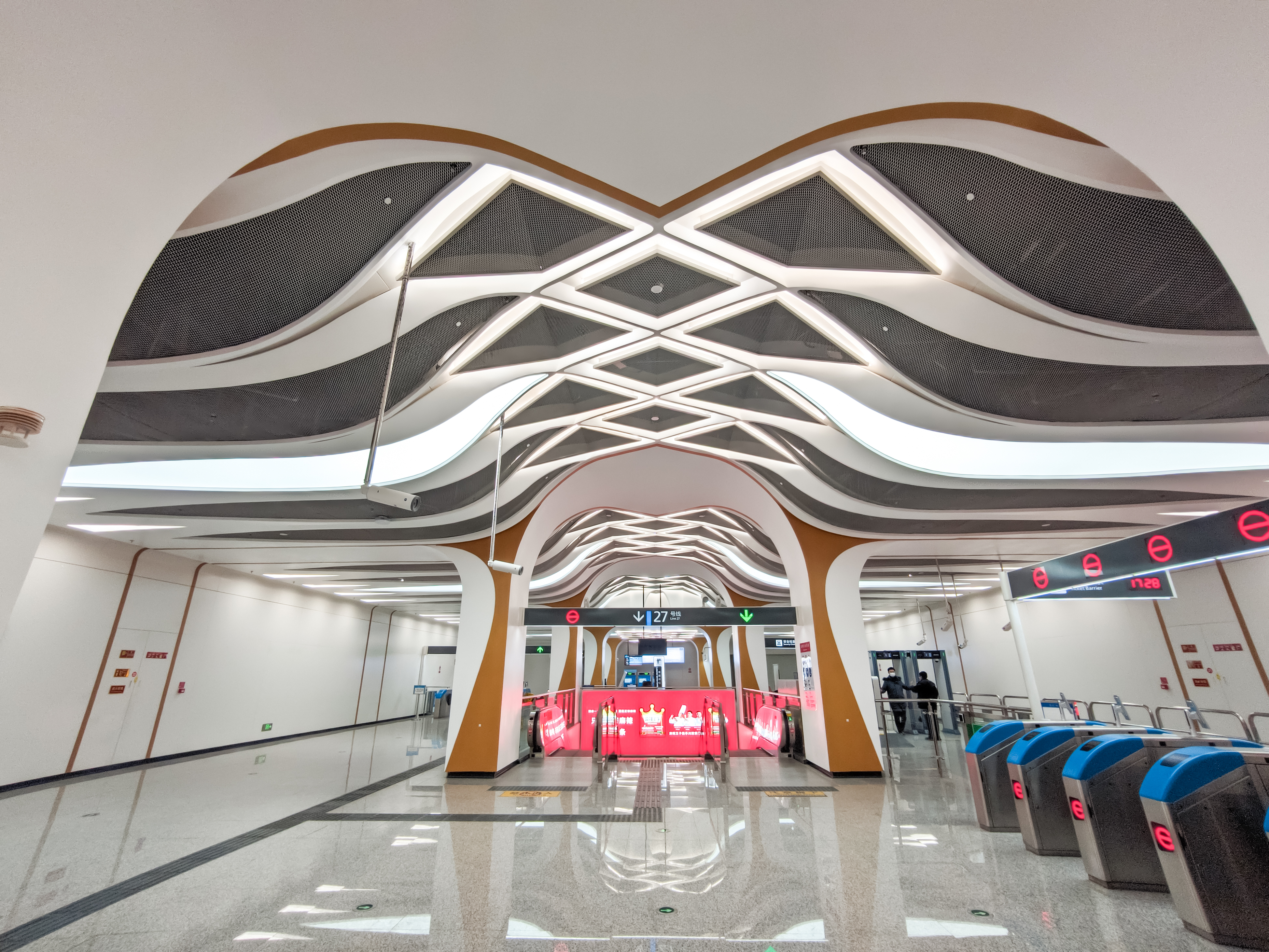
站厅

## 内装与公共艺术
赖家店站是27号线的两座重点艺术站之一，装修设计从凤凰柔美的体态中汲取灵感，站厅文化墙为立体的凤凰图案。

## 出入口
本站目前开放3个出入口。
|              |                         |          |      |
| 出口编号     | 设施                    | 出口指示 | 照片 |
|              |                         | 凤凰山路 |      |
| 出口 · B · 2 | 无障碍电梯 无障碍卫生间 | 凤凰山路 |      |
| 出口 · D     | 无障碍电梯              | 凤凰山路 |      |

## 大事记
- 2022年6月，主体结构封顶。[13]
- 2024年12月19日，开通运营。